# Rue de Valmy (Charenton-le-Pont)
Pour les articles homonymes, voir Rue de Valmy.
La rue de Valmy est une voie de Charenton-le-Pont, en France.

## Situation et accès
Orientée du nord-est au sud-ouest, elle croise notamment la rue de Paris et la rue du Petit-Château.
Elle est accessible par la station de métro Liberté et Charenton - Écoles de la ligne 8.

## Origine du nom

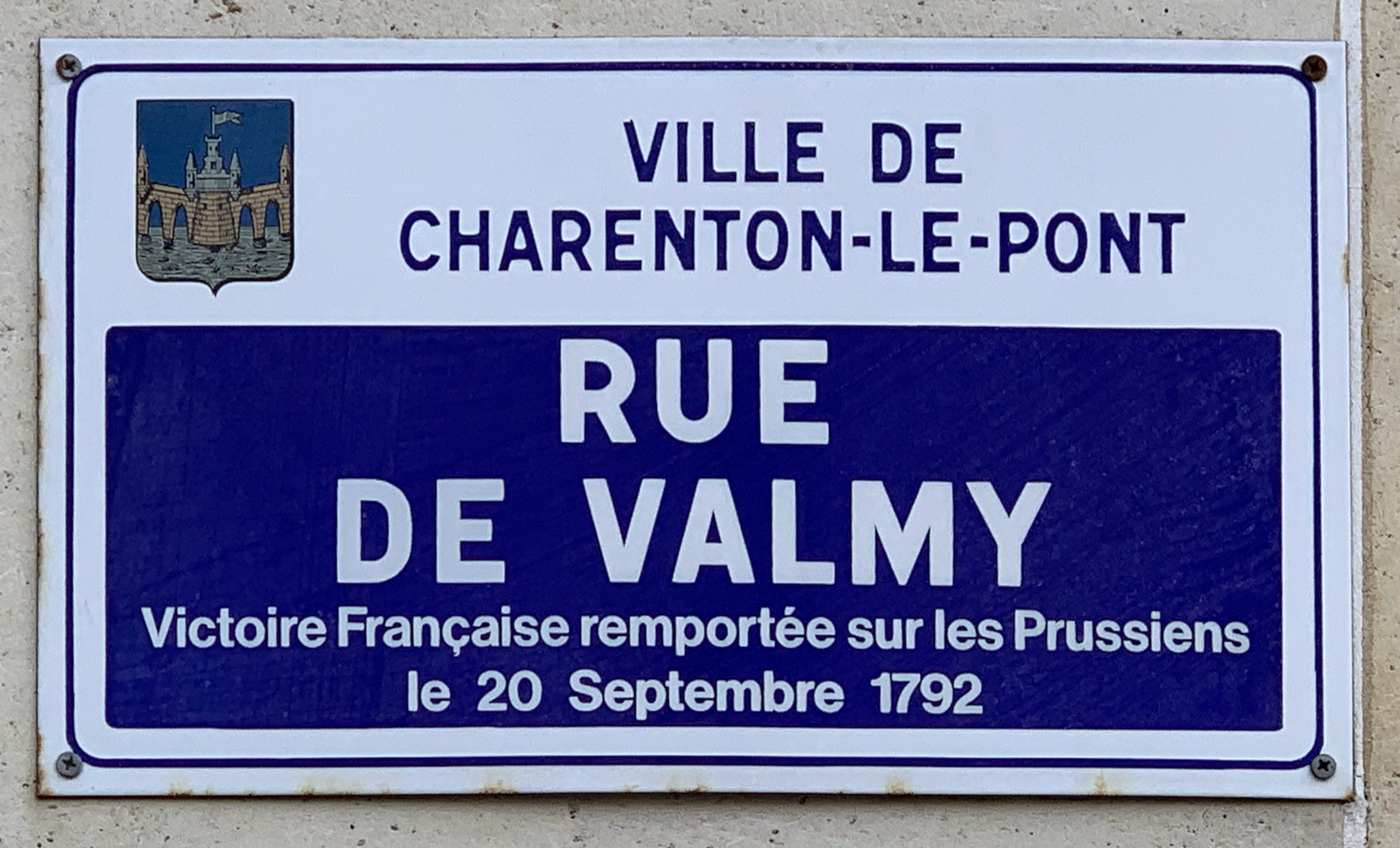
Plaque Rue de Valmy en 2021.

Cette rue a été renommée en souvenir de la bataille de Valmy qui a aussi donné son nom au quartier Valmy, au cimetière Valmy, à la chapelle Notre-Dame de Valmy.

## Historique

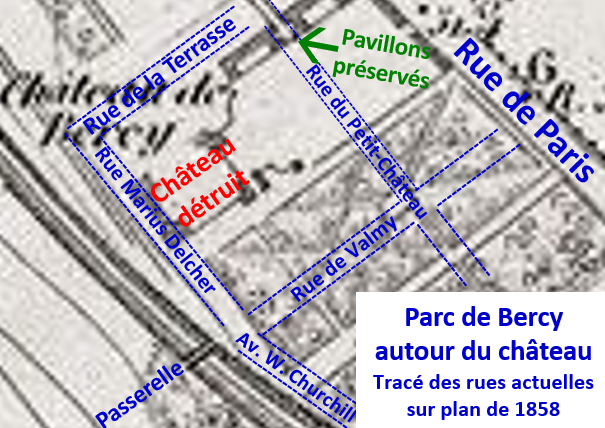
Rue de Valmy et voies environnantes ouvertes autour de l'ancien château de Bercy sur carte de 1858

La rue de Valmy est comprise dans la partie du parc du château de Bercy entre la route de Paris à Genève (actuelle rue de Paris) et le bord de Seine vendue en 1861 par son propriétaire le Comte de Gabriel de Nicolaï pour 10 500 000 F à une société présidée par le duc de Morny afin d'établir des magasins généraux et des entrepôts de vins entre la voie ferrée et le quai de Bercy. 
La rue est tracée sur le lotissement au cours des années 1860  de la partie nord de cette acquisition foncière, sur les  terrains entre la voie ferrée et la rue de Paris inutilisés pour ces établissements.  
Après la démolition de la première passerelle en 1869, ce qui la sépare du quartier des entrepôts, notamment de la rue du nouveau Bercy, elle était appelée « rue de l'ancienne passerelle », également « rue du Parc de Bercy » puis renommée rue de Valmy en 1892.

## Édifices remarquables

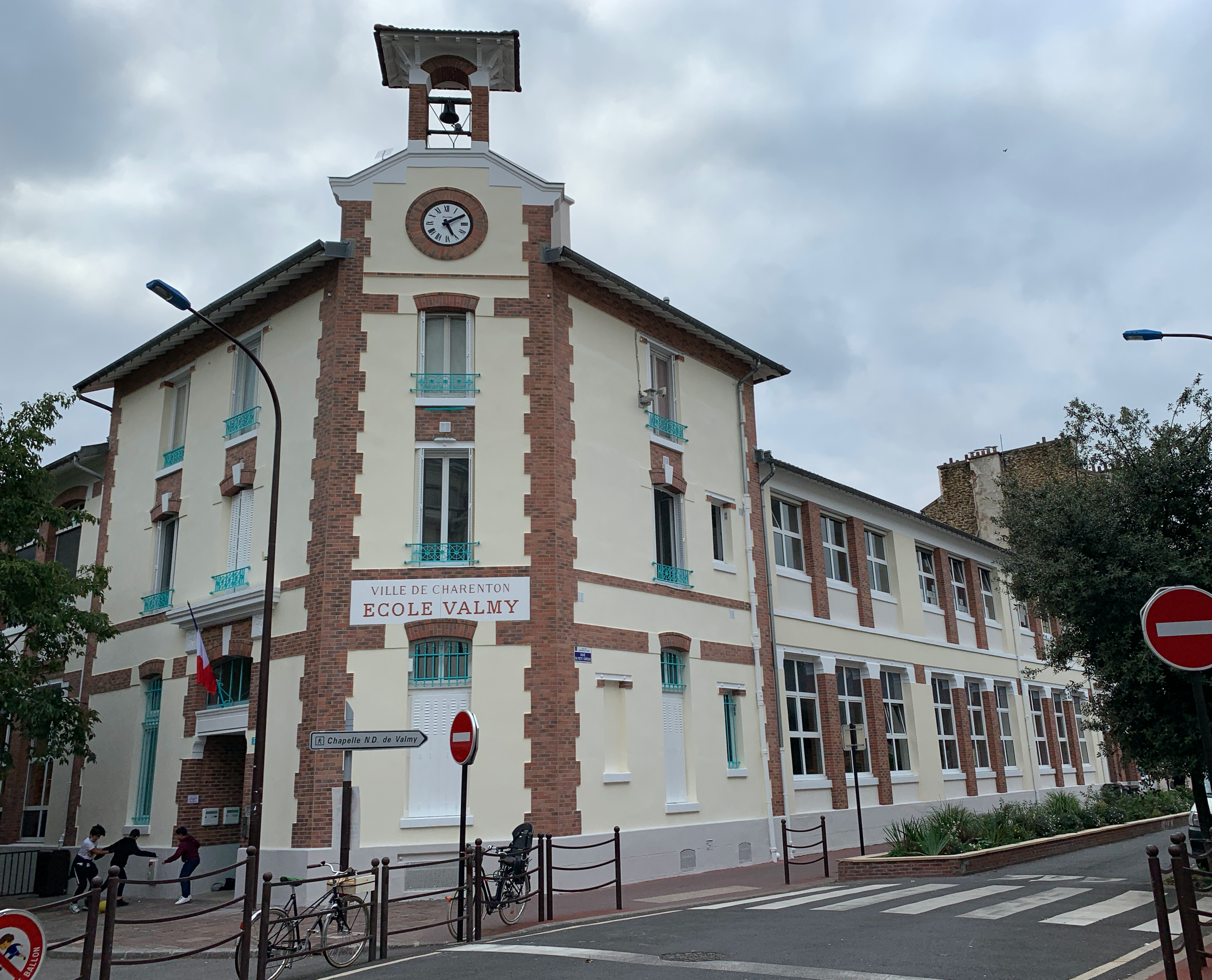
École élémentaire Valmy, 2020.

- Passerelle Valmy, qui franchit la ligne de Paris-Lyon à Marseille-Saint-Charles et mène à la rue de l’Entrepôt.
- École élémentaire Valmy, déclarée d'utilité publique le 12 février 1886[5] et recensée à l'inventaire général du patrimoine culturel[6].